# FC Viktoria Schneidemühl
FC Viktoria Schneidemühl (celým názvem: Fußball Club Viktoria Schneidemühl) byl německý fotbalový klub, který sídlil v pomořanském městě Schneidemühl (dnešní Piła ve Velkopolském vojvodství). Klubové barvy byly tmavě červená a bílá.
Založen byl v roce 1915, zanikl v roce 1945 po polské anexi východních Pomořan.